# Bis dass das Geld Euch scheidet …
Bis dass das Geld Euch scheidet … ist ein deutsches Filmdrama von Regisseur Alfred Vohrer. Der von Artur Brauners Alfa-Film hergestellte Schwarzweißfilm wurde im Sommer 1960 in West-Berlin, Salzburg und am Walchensee gedreht. Die Uraufführung fand am 27. September 1960 im Gloria-Palast in Stuttgart statt.

## Handlung
Jupp Grapsch, ein robuster Mann um die Fünfzig, ist ein typischer Emporkömmling des Wirtschaftswunders. Seine Frau Lisbeth, ein im Grunde einfacher Mensch, fühlt sich in dem ungewohnten Wohlstand nicht wohl, hält aber trotzdem zu ihrem Mann. Auch als Jupp sie wegen der extravaganten Nina Sonntag allein lässt und erst um drei Uhr morgens wieder nach Hause kommt, nimmt Lisbeth dies hin. Doch als Jupp sie belügt und zutiefst beleidigt, verliert sie die Geduld und schlägt ihm ins Gesicht. Zunächst schockiert, sieht Jupp in dem Vorfall bald eine Chance, endlich die Scheidung herbeizuführen.
Heidi Grapsch, die aufgeweckte Tochter des Hauses, nimmt den Vorfall zunächst nicht ernst, zumal sie längst von der Liebhaberin ihres Vaters wusste. Dieser verrennt sich aber zunehmend in dem Gedanken, dass Lisbeth nicht mehr fein genug sei. Während seine Frau strikt gegen eine Scheidung ist, setzt sich Jupp nunmehr mit allen Mitteln für ein Ende der Ehe ein. Er engagiert den gewissenlosen Robert Grothe, der gegen Bezahlung den Scheidungsgrund liefern soll. Unter dem Vorwand, ein Geschäftsfreund von Grapsch zu sein, lädt er Lisbeth zu einer Bootsfahrt ein und fällt ihr unerwartet um den Hals. Ein ebenfalls bezahlter Fotograf macht entsprechende Beweisfotos, die Jupp wenig später dem Gericht vorlegt.
Lisbeth aber glaubt immer noch daran, dass Jupp ein im Grunde ehrlicher Mensch ist, den lediglich das viele Geld zu seinem Nachteil verändert hat. Als er offen zugibt, Grothe und den Fotografen bezahlt zu haben, bricht für Lisbeth eine Welt zusammen. Nun verlangt sie die Trennung, und Jupp wird schuldig geschieden. Und schon bald muss Jupp feststellen, dass Nina Sonntag ihn ausgerechnet mit Robert Grothe betrügt. Als auch noch sein langjähriger Chauffeur kündigt, ist der verlassene Grapsch ein gebrochener Mann, der seine Taten bereut.

## Entstehungsgeschichte

### Vorgeschichte
1959 hatte der Regisseur Alfred Vohrer mit seinem Film Verbrechen nach Schulschluß einen Achtungserfolg erzielt. Dies machte auch den namhaften Filmproduzenten Artur Brauner auf Vohrer aufmerksam. Er engagierte den Regisseur für den zeittypischen Problemfilm Bis dass das Geld Euch scheidet … nach dem gleichnamigen, in der Illustrierten Quick erschienenen Roman von Angela Ritter.

### Vorproduktion und Drehbuch
Das Drehbuch wurde von dem erfahrenen Autor Heinz Oskar Wuttig verfasst. Als Hauptdarsteller verpflichtete man Luise Ullrich und Gert Fröbe. Neben der Schauspielerin Corny Collins, die bis dahin schon in drei Filmen von Alfred Vohrer mitgewirkt hatte, engagierte man zahlreiche bekannte Film- und Theaterschauspieler, darunter Christiane Nielsen, Wolfgang Lukschy, Leon Askin, Hans Hessling und Herbert Tiede.

### Produktion

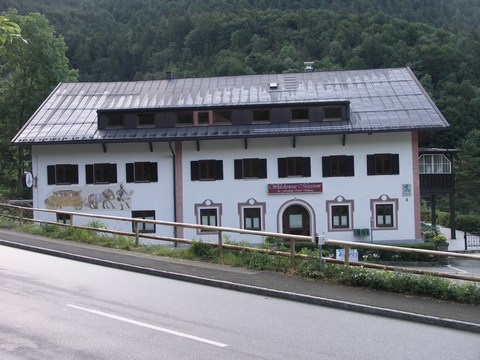
Das heutige Walchensee-Museum in Urfeld ist im Film noch als Hotel Post zu sehen

Die Dreharbeiten fanden vom 11. Juli bis 20. August 1960 in West-Berlin, Salzburg, am Walchensee sowie in den Studios der CCC-Film in Berlin-Haselhorst statt. Für das Szenenbild waren die Filmarchitekten Erich Kettelhut und Johannes Ott verantwortlich. Die Filmmusik stammt aus der Feder von Herbert Trantow.
Die Szenen, die Gert Fröbe in jüngeren Jahren als Kriegsheimkehrer zeigen, stammen aus dem Film Berliner Ballade.

## Rezeption

### Veröffentlichung
Die FSK gab den Film am 19. September 1960 ab 18 Jahren frei. Am 27. September erfolgte die Uraufführung im Gloria-Palast in Stuttgart. Bei den damals durchgeführten Umfragen des Fachblattes Filmecho/Filmwoche, bei denen die Kinobesucher aktuelle Filme auf einer Skala von 1 (ausgezeichnet) bis 7 (sehr schlecht) bewerteten, schnitt der Film mit der Note 2,8 ab. Ein FBW-Prädikat, das Brauner laut Interview 1961 für diesen Film beantragen wollte, erhielt der Film nicht. Der Film wurde später mehrmals im Fernsehen ausgestrahlt. 2013 erschien der Film auf DVD. Die FSK-Freigabe wurde inzwischen auf 12 Jahre herabgesetzt.
Es handelte sich um den letzten Film, den Alfred Vohrer vor seinem Wechsel zu Horst Wendlandts Rialto Film inszenierte, zu deren meistbeschäftigtem Regisseur er avancierten sollte. Bei der Filmkomödie Lange Beine – lange Finger arbeiteten Artur Brauner und Alfred Vohrer 1965/66 aber noch ein weiteres Mal zusammen.

### Kritiken
„Die Voraussetzungen dieses Problemstücks sind nicht gerade typisch: Ein Mann von flegelhaftem Benehmen, den das Wirtschaftswunder in die Position eines millionenschweren Industriekapitäns gespült hat, will sich von seiner Frau scheiden lassen, weil sie seinen Ansprüchen nicht mehr genügt; andererseits reichen seine Ansprüche nicht weiter, als eine Edeldirne aus womöglich noch einfacheren Verhältnissen zu heiraten. Die Besetzung steigert die Unglaubwürdigkeit: Gert Fröbe als Parvenü weckt Rührung und Mitleid; Luise Ullrich muß sich viel zu tolpatschig aufführen, und Christiane Nielsen als Konkubine ist arg überzeichnet. Papierene Sozialkritik mit Kintopprequisiten: High Society, Liebe in Badetrikots, Rückblendung auf Heimkehrer und Trümmerfrau, und auch eine Vase, die durch die Glastür fliegt.“

„Ein lebens- und zeitnahes Sujet, das ein Eheschicksal sezierend ausführlich beleuchtet und für gewisse Unerquicklichkeiten durch ausgesuchte Besetzung entschädigt.“

„„Zeitkritik“ nach einem Illustriertenroman.“